# Josef Krug-Waldsee

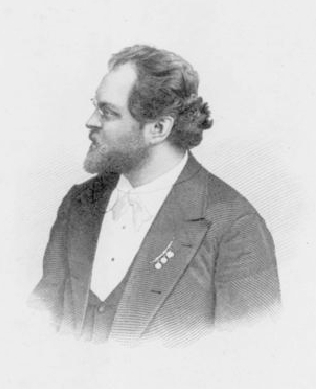
Josef Krug-Waldsee

Josef Krug-Waldsee (* 8. November 1858 in Waldsee als Josef Krug; † 8. Oktober 1915 in Magdeburg) war ein Dirigent und Komponist.

## Leben und Wirken
Aufgrund seines Talents bestand er schon als Vierzehnjähriger die Aufnahmeprüfung am Königlichen Konservatorium für Musik Stuttgart; hier erhielt er von 1872 bis 1880 Musikunterricht in Violine, Klavier, Gesang und Komposition. Ab 1882 leitete er als Musikdirektor den Chor Neuer Singverein. Parallel übernahm er von 1885 bis 1887 die Leitung des Akademie Liederkranzes der Stuttgarter Technischen Hochschule.
Sein 1887 uraufgeführtes Chorwerk König Rother brachte ihm Ruhm und wurde als sein bekanntestes Werk auch international aufgeführt. Schon damals nannte er sich zur Unterscheidung von den in keinem verwandtschaftlichen Verhältnis zu ihm stehenden Hamburger Komponisten Dietrich und Arnold Krug, mit Bezugnahme auf seinen Geburtsort, Krug-Waldsee.
Von 1889 bis 1892 leitete Krug-Waldsee den Chor des Hamburger Stadttheaters. Als Kapellmeister in Brünn (1892/93), Nürnberg (1894 und 1899–1901) und Augsburg (1896) bewies er Direktionstalent. 1901 wurde er nach einer erfolgreichen Probedirektion der Lisztschen Mazeppa als Leiter der Sinfoniekonzerte des Städtischen Orchesters Magdeburg sowie als Leiter des Lehrergesangvereins nach Magdeburg berufen, wo er als Nachfolger Fritz Kauffmanns bis zu seiner Pensionierung im Januar 1915 wirkte. Hier gründete er zudem den Krug-Frauenchor. Der von ihm aus diesen beiden Chören zusammengefügte riesige Klangkörper brachte ihm fachliche Anerkennung und 1905 den Titel eines Musikdirektors und schließlich Ende 1912 die Verleihung des Titels eines Professors.
Sein Nachlass wird im Stadtarchiv Bad Waldsee bewahrt.

## Würdigung

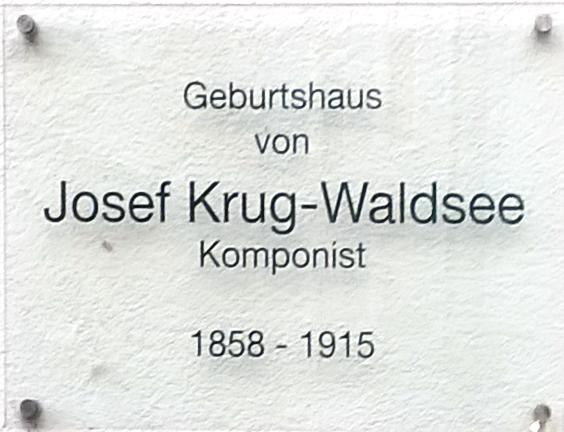
Gedenktafel für Josef Krug-Waldsee an dessen Geburtshaus in der Ravensburger Straße in Bad Waldsee

In seiner Heimatstadt Bad Waldsee findet das Wirken Krug-Waldsees vielfache Würdigung:
- Im Städtischen Museum im Kornhaus findet sich eine Dauerausstellung zum Leben und Werk Krug-Waldsees.[2]
- Am Geburtshaus des Komponisten erinnert eine Gedenktafel an sein Werk.
- Auf dem Friedhof in Bad Waldsee unterhält die Gemeinde ein Ehrengrab.
- Eine Straße in Bad Waldsee ist nach ihm benannt.

## Werke (Auswahl)
- 5 Lieder op. 1
- Des Meeres und der Liebe Wellen, sinfonische Dichtung für Orchester op. 4
- Harald, Ballade für Bariton-Solo, Chor und Orchester op. 6
- König Rother, für Soli, Chor und Orchester op. 25
- Seebilder für Männerchor, Bariton-Solo und Orchester op. 29
- 2 Duette op. 45
- Symphonie c op. 46 Ms.
- Brautlied op. 60
- Der Prokurator von San Juan, 1893
- Astorre, Oper, 1896
- Der Rotmantel, Oper, 1898